# Elitserien i speedway 2009
Elitserien i speedway var den högsta divisionen för speedway i Sverige 2009. De sex bästa gick vidare till slutomgångarna. I slutomgångarna möttes lag 3 till 6 och vinnarna där ställdes mot lag 1 och 2. Vinnarna i de två semifinalerna gick vidare till final, där vinnaren blev svenska mästare. Varje omgång kördes i två matcher där det lag som sammanlagt fick flest poäng stod som vinnare. Svenska mästare blev Lejonen från Gislaved, som försvarade sin titel från 2008.
I juli 2009 beslutade Svenska Motorcykel- och Snöskoterförbundet att inte bevilja Smederna fortsatt elitlicens, och därmed kastades laget ut från Elitserien inför säsongen 2010 efter år av ekonomiska problem och ett underskott på 3,7 miljoner SEK. Den 6 juli 2009 beslutade man att lägga ner elitverksamheten, och tabellen fick räknas om . Smedernas resultat ströks .

## Slutställning
| Nr | Lag           | Matcher | Vinster | Oavgjorda | Förluster | +/- | Skillnad | Poäng         |
| -- | ------------- | ------- | ------- | --------- | --------- | --- | -------- | ------------- |
| 1  | Dackarna      | 16      | 12      | 2         | 2         |     |          | ( Tog Silver) |
| 2  | Elit Vetlanda | 16      | 13      | 1         | 2         |     |          | (Tog Guld)    |
| 3  | Piraterna     | 16      | 11      | 1         | 4         |     |          | / Tog Brons)  |
| 4  | Lejonen       | 16      | 8       | 1         | 7         |     |          |               |
| 5  | Indianerna    | 16      | 8       | 0         | 8         |     | -        |               |
| 6  | Västervik     | 16      | 8       | 0         | 8         |     |          |               |
| 7  | Vargarna      | 16      | 7       | 0         | 9         |     |          |               |
| 8  | Valsarna      | 16      | 1       | 1         | 14        |     |          |               |
| 9  | Rospiggarna   | 16      | 1       | 0         | 15        |     |          |               |

- Rospiggarna Valde att frivilligt lämna serien främst på grund av ekonomiska problem.

## Slutomgångar

### Kvartsfinaler
- 8 september 2009: Indianerna-Vetlanda 48-48
- 8 september 2009: Vargarna-Västervik 57-39
- 8 september 2009: Dackarna-Lejonen 47-49
- 15 september 2009: Vetlanda-Indianerna 52-44
- 15 september 2009: Västervik-Vargarna 52-44
- 15 september 2009: Lejonen-Dackarna 55-41

### Semifinaler
- 22 september 2009: Vargarna-Vetlanda 55-40
- 22 september 2009: Indianerna-Lejonen 52-44
- 23 september 2009: Vetlanda-Vargarna 54-45
- 23 september 2009: Lejonen-Indianerna 57-39

### Finaler
- 29 september 2009: Vargarna-Lejonen 54-42
- 30 september 2009: Lejonen-Vargarna 62-34

Lejonen svenska mästare i speedway 2009.